# Waldemar Rosenberger
Waldemar Karlovič Rosenberger (San Pietroburgo, 1848 – Pietrogrado, 1918) è stato un ingegnere e glottoteta russo.

## Biografia
Di origine tedesca ma nato in Russia, terminato il liceo studiò ingegneria nella città natale. Conclusi gli studi lavorò al servizio del governo russo come ingegnere ferroviario, dal 1873 fino al pensionamento nel 1909. 
Nel 1886 imparò il Volapük, la lingua artificiale di maggior successo all'epoca. Durante il congresso del Volapük di Monaco di Baviera del 1887 fu eletto rappresentante della Russia nell'"Accademia del Volapük", della quale nel 1893 fu eletto direttore, e dal 1898 vicedirettore.
Siccome l'avvento di una lingua ausiliaria internazionale concorrente, l'Esperanto, stava facendo perdere consensi al Volapük, l'Accademia ne tentò una riforma, sotto la direzione di Rosenberger, il quale propose un primo abbozzo di riforma nel 1895, chiamato "Lingu Nov". 
L'evoluzione di questa riforma arrivò all'elaborazione, nel 1902, di una lingua del tutto differente a base naturalistica, l'Idiom Neutral, tanto diversa da sembrare più una riforma dell'Esperanto che del Volapük, che la maggioranza sia del movimento volapükista che di quello esperantista non accettò. Dal 1906 al 1915 Rosenberger pubblicò in questa lingua la rivista Progres. 
Continuò a lavorare sull'Idiom Neutral. Nel 1907 ne propose una prima revisione, chiamata "Idiom Neutral riformato". Dopo la proposta di un successivo progetto di riforma nel 1909, chiamato "Idiom Neutral Modifikat", da parte dello stenografo belga Jules Meysmans (1870-1943), nel 1912 Rosenberger giunse ad un progetto finale chiamato "Reform-Neutral", ma che destò meno interesse dell'Idiom Neutral originale. 
Nel 1918 morì di polmonite nella città natale, nel frattempo ribattezzata "Pietrogrado".

## Opere
- W.K. Rosenberger, Grammatik und Wörterbuch der Neutralsprache Idiom Neutral (Grammatica e Dizionario della Lingua neutrale Idiom Neutral), Lipsia, 1902
- W.K. Rosenberger, Cours de la langue universelle pratique Reform Neutral. Avec un preface du Dr. Jean Baudouin de Courtenay, San Pietroburgo, 1912